# Арнегиск
Арнегиск (на латински: Arnegisclus, † 447) е византийски военачалник magister militum per Thracias на Източната Римска империя през 447 г. по времето на император Теодосий II.
Той е колега на Флавий Ардабур Аспар през 440 г. През 443 г. той е командир на войската в Тракия и е победен от Атила. 
Войската на Атила напада източната част на империята през януари 447 г. Византийският генерал (magister utriusque militiae) Арнегисклус e командир на византийската войска, тръгва от базата си в Марцианопол през 447 г. и напада хуните в Крайбрежна Дакия.  В Битката при Утус при река Вит, в днешна България, конят му е убит, той пада от него и е убит.  Марцианопол попада след това в ръцете на хуните.
Арнегиск е баща на Анагаст, 469 г. magister militum на Източната Римска империя, който въстава против император Лъв I.